# Јектенија
Јектенија (грч. ἐκτενής) је један од главних саставних делова богослужења у Православној цркви.
Јектенија је саставни део скоро свих богослужења, Светих Тајни, као и многобројних молитвословља. Она је дијалошка молитва између ђакона (или презвитера) и народа Божјег, и као таква представља једну усрдну молитву читаве богослужбене заједнице.